# Studio Linus
Studio Linus est un studio d'animation japonais.

## Filmographie

### Anime
Source : Anime News Network 
- Chironup no Kitsune (Animation Assistante)
- Urusei Yatsura: Lum The Forever (Production Assistance)
- Urusei Yatsura: Remember My Love (Production Assistante)
- Akira (Animation Coopération)
- Grave of the Fireflies (Animation)

### OAV
- Amada Anime Série : Super Mario Bros. (Production Assistante)
- Ginga no Uo URSA minor BLUE (Animation)
- Prefectural Earth Defense Force (Animation)